# 拉迪維利夫
拉迪維利夫（羅馬化：Radyvyliv）是乌克兰西北部羅夫諾州杜布諾區拉迪維利夫市鎮内的城市，2020年7月18日前为拉迪維利夫區的行政中心。該市面積6.4平方公里，海拔高度227米，2022年人口数量为10,427人，人口密度每平方公里1,629人。

## 城市名称
1940年，该地被更名为红军城（羅馬化：Krasnoarmeysk）。
1993年3月3日，乌克兰最高拉达根据法令将该市改为现名。

## 当地名人
- 安東·庫什尼爾：白俄罗斯自由式滑雪运动员。

## 图集

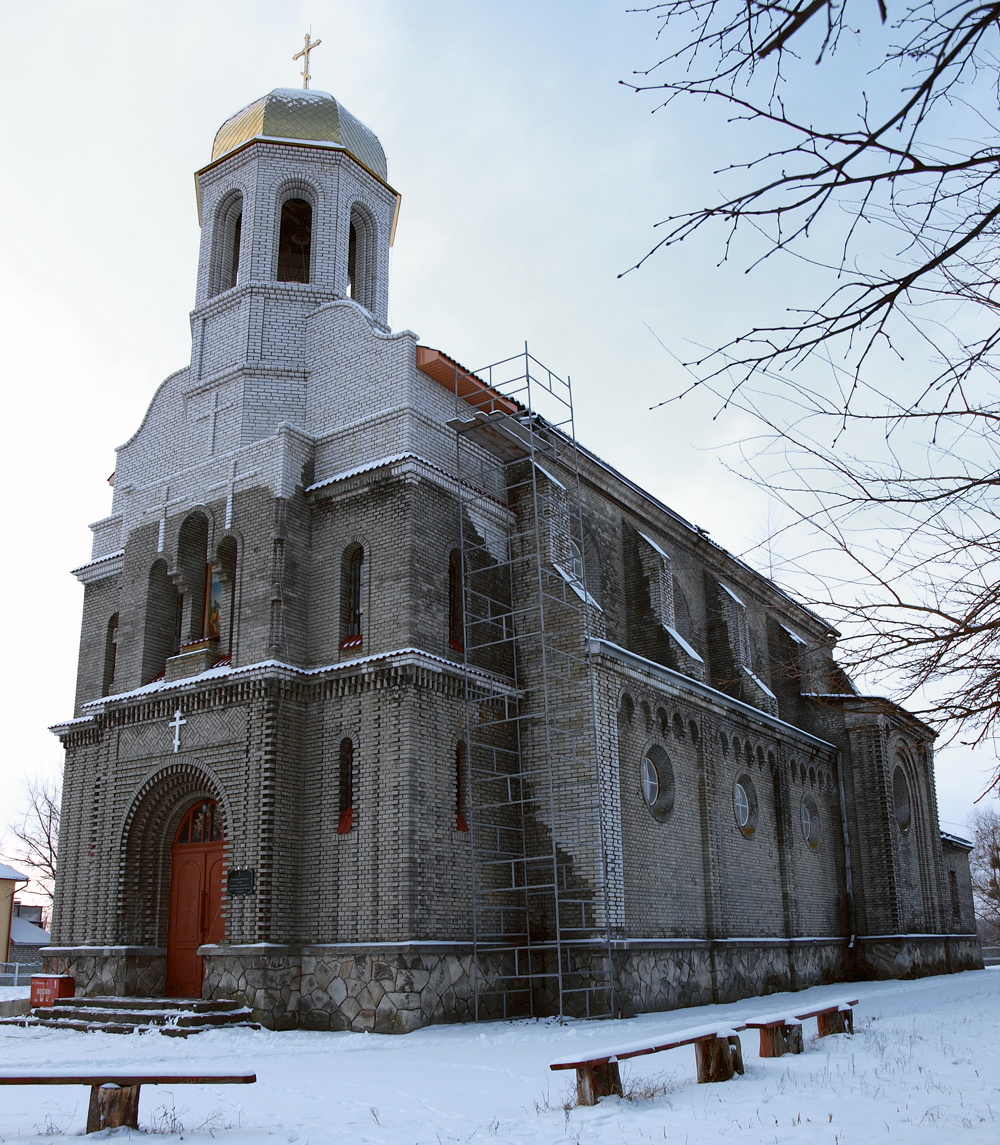
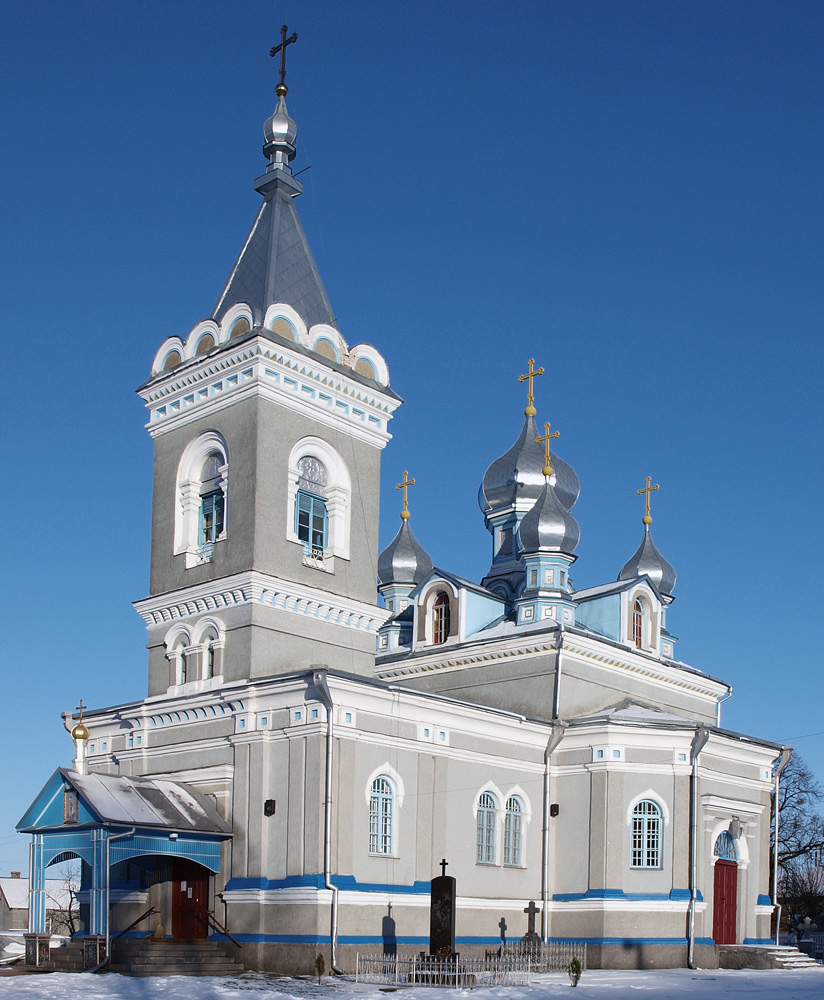